# Drusen

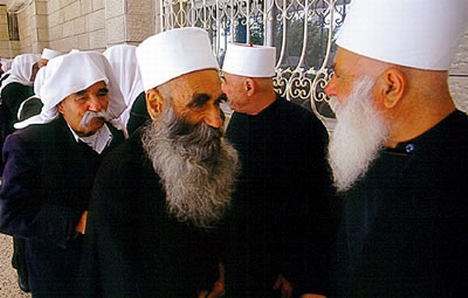
Drusen im jordanischen Dorf Umm el-Quttein an der Grenze zu Syrien

Die Drusen (arabisch دروز, DMG Durūz sowie الموحدون, DMG al-muwaḥḥidūn ‚Bekenner der Einheit Gottes‘) sind eine arabischsprachige Religionsgemeinschaft im Nahen Osten. Ursprünglich eine Abspaltung vom Islam, wird sie wegen immenser Unterschiede in Lehre und Praxis heute nicht mehr zu diesem gezählt. Die meisten muslimischen Regeln und Rituale sind für Drusen nicht gültig oder allenfalls zweitrangig, denn der Koran wird nicht wörtlich, sondern allegorisch gelesen. Daraus ergibt sich für das Drusentum ein mystisches Verständnis von Gott, der sich in Menschen manifestieren kann. Die Missionierung ist verboten, denn andere Religionen werden vom Drusentum vollständig akzeptiert, ebenso nicht-abrahamitische spirituelle Autoritäten wie z. B. Sokrates und Platon sowie Buddha.
Das Drusentum entstand im frühen 11. Jahrhundert im Fatimidenreich zur Herrschaftszeit von Kalif al-Hākim in Ägypten als Abspaltung der ismailitischen Schia. Angehörige dieser Gemeinschaft leben heute vor allem in Syrien (ca. 700.000, etwa 3 % der Bevölkerung), im Libanon (ca. 280.000, etwa 4,5 % der Bevölkerung) und in Israel (125.300, 1,6 % der Bevölkerung im Jahr 2004).

## Geschichte
Begründer der drusischen Lehre war Hamza ibn Ali ibn Ahmad, ein persischer Missionar aus Chorasan, der Anfang des 11. Jahrhunderts in der fatimidischen Daʿwa tätig war. Er behauptete im Jahre 1017, die Ära des قائم, DMG Qāʾim (eschatologischer Herrscher) sei angebrochen und der regierende fatimidische Kalif al-Ḥākim sei Gott. Auch lehrte er die Abrogation der koranischen Offenbarung und ihrer ismailitischen Deutung; an die Stelle beider sollte das bloße Bekenntnis von Gottes Einzigkeit (arabisch توحيد, DMG tauḥīd) treten, das alle gottesdienstlichen Handlungen überflüssig macht. In seinen in den Jahren von 1017 bis 1020 entstandenen Sendschreiben entwickelte Hamza eine neue Theologie – eine Kompilation von ismailitischen, neuplatonischen und extremschiitischen Vorstellungen und Begriffen. Hamza sandte eigene Missionare in die verschiedenen ismailitischen Gemeinden Ägyptens und Syriens. Einer seiner Missionare mit dem Beinamen ad-Darzī entfaltete in Kairo eine so rege Missionstätigkeit, dass die neue Lehre dort nach ihm als الدرزية, DMG ad-Darzīya benannt wurde; ihre Anhänger wurden als دروز, DMG Durūz ‚Drusen‘ bezeichnet.
Der Kalif selbst duldete das Treiben der drusischen Missionare. Sein Verschwinden im Februar 1021 bei einem seiner nächtlichen Ausritte bestärkte die Drusen noch in ihrem Glauben an seine Göttlichkeit. Während Hamza verstummte, weitete sein Stellvertreter al-Muqtanā die Daʿwa auch auf ismailitische Gemeinden außerhalb des Fatimidenreiches aus, in den Irak und den Iran, den Hedschas, den Jemen, Bahrain und Indien. Auf ihn geht wahrscheinlich auch die Sammlung der „Sendschreiben der Weisheit“ (arabisch رسائل الحكمة, DMG rasāʾil al-ḥikma) zurück, die bis heute die wichtigste Heilige Schrift der Drusen darstellt. Im Fatimidenreich mussten die Drusen geheim operieren, denn al-Ḥākims Nachfolger az-Zāhir (reg. 1021–1036) verbot in Edikten die drusische Lehre und ließ ihre Anhänger verfolgen. Innere Streitigkeiten führten schließlich dazu, dass die drusische Daʿwa schon im Jahre 1034 eingestellt wurde.
Die Drusen schlossen sich jetzt nach außen hin ab und zogen sich in entlegenere Gebirgsgegenden zurück, so zum Beispiel in das Chouf-Gebiet im Libanon-Gebirge. Hier trat im 15. Jahrhundert der drusische Moralist ʿAbdallāh at-Tanūchī (1417–1479) auf, der von den Drusen mit dem ehrenden Beinamen السيد الأمير, DMG as-Sayyid al-Amīr ‚Herr Fürst‘ bezeichnet wird. Er schrieb einen grundlegenden Kommentar zu den رسائل الحكمة, DMG rasāʾil al-ḥikma und schuf ein System von moralischen Regeln, das als آداب السيد الأمير, DMG ādāb as-Sayyid al-Amīr bekannt ist und bis heute als Elementar-Codex drusischer Lebensführung gilt.

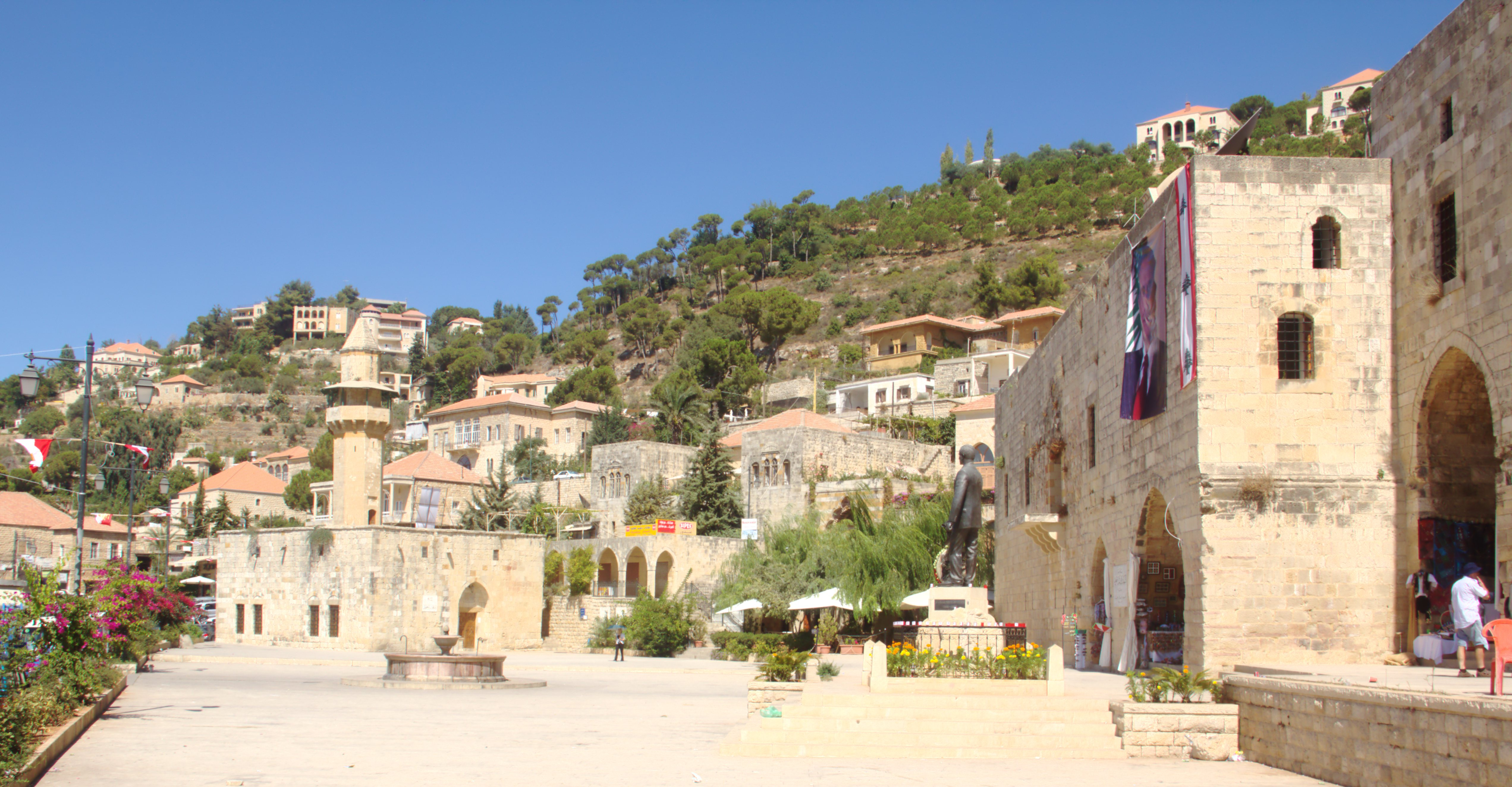
Hauptstadt des Emirats Berglibanon war Deir al-Qamar, zu dessen denkmalgeschütztem Zentrum ein Palast von Fachr ad-Din II., zwei Chéhab-Paläste, eine sunnitische Moschee (im Bild), eine Synagoge (rechts dahinter), zwei drusische Gemeinschaftshäuser, zwei maronitische, eine griechisch-orthodoxe, eine griechisch-katholische Kirche und eine Karawanserei (rechts) gehören.

Im Libanongebirge, besonders im Gebirgsabschnitt Chouf, wurde im frühen 16. Jahrhundert ein Emirat als vom Osmanischen Reich abhängiges Regionalreich gegründet, das bis 1697 von der drusischen Maʿn-Dynastie regiert wurde. Ihr wichtigster Emir war Fachr ad-Dīn II. (reg. 1590–1635), der seinen Herrschaftsbereich über Tripoli hinaus nach Nordwestsyrien, über Palmyra nach Zentralsyrien und nach Nordpalästina ausdehnte. Nach vorübergehendem Exil in der Toskana 1613–1618 strebte Fachr ad-Dīn II. die Unabhängigkeit von den Osmanen an, bis er in osmanischer Gefangenschaft hingerichtet wurde.
In dieser Zeit begannen die drusischen Besiedlungen benachbarter Gebirgsregionen vom Libanongebirge mit dem Chouf ausgehend, so des Hermon-Massivs mit den benachbarten Golanhöhen, des Hauran-Gebiets mit dem Dschabal ad-Duruz (Drusengebirge), des galiläischen Berglandes und des Karmelgebirges, die im 18. Jahrhundert, bzw. einer zweiten Besiedlungswelle des Karmel im 19. Jahrhundert ihren Abschluss fanden.
Im Libanongebirge bildeten sich politische Allianzen mit den dort lebenden und nach dem Mittelalter zahlreicheren maronitischen Christen, deren Notabeln und Großgrundbesitzer (arabisch زعيم, DMG zaʿīm = „Führer, Anführer“, Plural: zuʿamāʾ) neben den drusischen zuʿamāʾ zur führenden Schicht im Emirat aufstiegen. Im 18./19. Jahrhundert wurde dieses Emirat deshalb nur noch „Emirat Berglibanon“ genannt. Nach dem Aussterben der Maʿn-Dynastie 1697 bestimmten die drusischen und maronitisch-christlichen Notabeln gemeinsam die mit den Maʿn mehrfach verwandte Schihab-Familie (häufigere franz. Umschrift Chéhab) zur Dynastie des Emirats. Die Schihabs stammten aus der Hermon-Region, die Emire waren aber (mit einer gesicherten Ausnahme) wahrscheinlich allgemein sunnitischer Religion, was sie zu unparteiischen Vermittlern zwischen den drusischen und maronitischen zuʿamāʾ machte und den Kontakt zum sunnitischen Hegemonialreich der Osmanen sicherte. Nebenlinien der Familie konvertierten aber pragmatisch und unkonventionell zur maronitisch-christlichen, seltener drusischen Religion, was ihre Herrschaft festigte; bis heute gibt es Chéhabs verschiedener Religion.

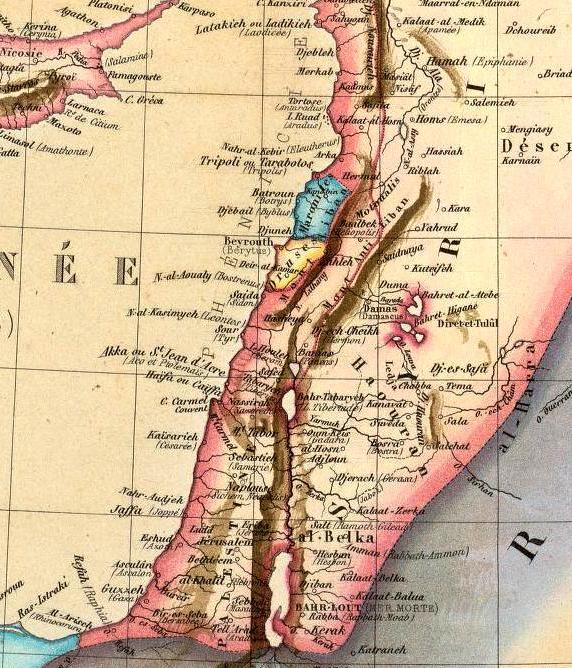
Unterteilung des Berglibanon unter direkter osmanischer Herrschaft 1842–1860 in einen maronitischen und drusischen Bezirk

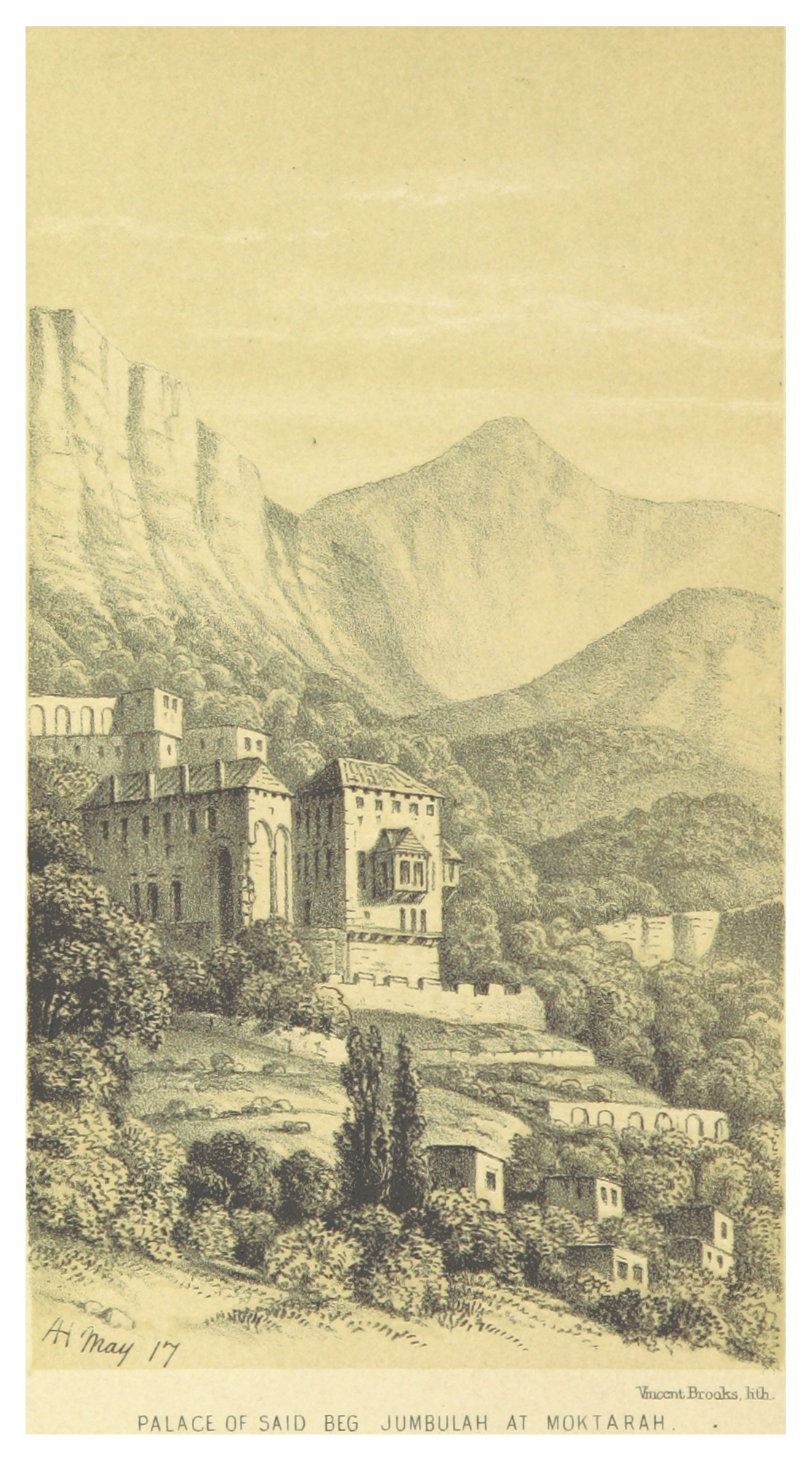
Landsitz der drusischen Notabeln-Familie Dschumblat in Moukhtara südöstlich von Deir al-Qamar. Stich von 1861. Bis heute Hauptwohnsitz von Walid Dschumblat

Die Kooperation wich im späten Osmanischen Reich 1840–1842 und 1858–1860 und erneut im libanesischen Bürgerkrieg 1975–1990 kriegerischen Konflikten. Das drusisch-maronitische Gleichgewicht im Berglibanon geriet ins Wanken, als sich der Gouverneur (wālī) von Ägypten, Muhammad Ali Pascha (reg. 1805–1848) vom Osmanischen Reich löste und mit französischer Unterstützung in die Levante expandierte, woraufhin sich der Emir des Berglibanon, Baschir Schihab II. (reg. 1789–1840) mit Ägypten und Frankreich verbündete, zum maronitischen Christentum konvertierte und seinen Herrschaftsbereich ebenfalls auf Kosten der Osmanen erweiterte. Um diesen Machtzuwachs Frankreichs und seiner Verbündeten zu behindern, knüpfte Großbritannien enge militärische Beziehungen zum Osmanischen Reich und auch zu maßgeblichen drusischen zuʿamāʾ-Geschlechtern, wie den Familien Dschumblat, Yazbak und Arslan. Die Osmanen setzten 1840 den rebellierenden Baschir II. ab, die Rivalitäten zwischen den französisch unterstützten maronitischen und den britisch unterstützten drusischen zuʿamāʾ-Geschlechtern eskalierten aber unter seinem Nachfolger zu Kriegshandlungen z. B. um die Hauptstadt Deir al-Qamar. Daraufhin setzten die Osmanen den letzten Emir Baschir III. (1840–1842) ab und übernahmen direkt die Verwaltung des Berglibanon, den sie in einen nördlichen maronitischen und einen südlichen drusischen Bezirk teilten, obwohl auch im Norden Drusen lebten, im Süden sogar etwas mehr Maroniten als Drusen.
Im Jahr 1858 begann im Nordbezirk eine maronitische Bauernrevolte unter Tanyus Schahin, die im Kisrawan-Gebiet die maronitischen Notabeln als Großgrundbesitzer enteignete. Als die Revolte 1859 auf den Südbezirk übergriff, konnten drusische Großgrundbesitzer als zuʿamāʾ drusische Bauern gegen sie mobilisieren, indem sie die Revolte als maronitischen Angriff auf die Drusen im Libanongebirge hinstellten und den sozialen Konflikt so zu einem Konflikt zwischen den Religionsgemeinschaften umfunktionierten. Im Laufe des Jahres nahmen gegenseitige drusisch-maronitische Übergriffe zu und mündeten im Mai–Juli 1860 in den offenen Bürgerkrieg im Libanongebirge, der sich unter sunnitischer, schiitischer, griechisch-orthodoxer und griechisch-katholischer Beteiligung als Religionskonflikt bis nach Syrien und Nordpalästina ausdehnte. Der Krieg wurde durch eine Intervention der französischen Armee beendet, die die wieder vereinigte autonome Provinz Mutesarriflik Libanonberg begründen ließ, die zur Keimzelle des späteren Libanon wurde und in den folgenden Jahrzehnten besonders im Küstenstreifen (südlich von Beirut auch drusisch dominiert) ökonomisch aufblühte.

Drusenstaat (blau, 1922–1936) innerhalb des Französischen Völkerbundsmandats für Syrien und Libanon

In den 1920ern richtete die französische Mandatsverwaltung im Hauran-Gebiet im Südwesten Syriens mit dem Drusenstaat einen autonomen Teilstaat ein, um den syrischen Widerstand gegen die Kolonialherrschaft zu zersplittern. Nachdem Drusen, wie Sultan Pascha al-Atrasch aus der wichtigsten drusischen zuʿamāʾ-Familie des Hauran, sich jedoch 1925–1927 an die Spitze der Syrischen Revolution gestellt hatten, wurde der Dschebel ad-Duruz dem restlichen Syrien wiedereingegliedert (siehe auch: Geschichte Syriens). Die Drusen leisteten bewaffneten Widerstand. Um diesen zu brechen, richteten die Franzosen ein Massaker an Drusen und Kurden an. Sie stellten die Leichen auf dem Marktplatz von Damaskus zur Schau.
Als im libanesischen Bürgerkrieg die christliche Miliz Forces Libanaises erfolglos 1982–1984 versuchte, die Chouf-Region zu erobern, wobei sie auch drusische Zivilbevölkerung angriff und vertrieb, beantwortete das die „Drusenmiliz“ der PSP mit einer gewaltsamen Vertreibung der christlichen Bevölkerung des Chouf im Februar 1984. Nach Ende des Bürgerkrieges 1990 kehrte aber die Mehrheit der christlichen Flüchtlinge in die Chouf-Region zurück.

## Lehre

Symbol der Drusen

Flagge der Drusen

Obwohl der Glaube der Drusen stark von der ismailitischen Tradition geprägt ist, sind die Unterschiede so groß (z. B. durch Beimischung von Platonismus und Neuplatonismus, Seelenwanderung), dass man von einer eigenständigen Religion und nicht von einer Richtung des Islam sprechen muss. Die Drusen haben eine allegorische Interpretation des Koran mit einer eigenen Doktrin.
Die Lehre von der Seelenwanderung widerspricht ebenfalls den Prinzipien des Islam. Gemäß der Doktrin der Drusen wandert die Seele eines Menschen mit dessen Tod sofort in einen neugeborenen Menschen (jedoch nicht in Tiere oder andere Wesen). Auf dem Weg von Mensch zu Mensch strebt die Seele nach Perfektion; nach deren Erreichen geht sie eine Einheit mit al-Ḥākim ein.
Die Drusen glauben an Reinkarnation und an weitere parallele Welten. Die Umstände der Geburt eines Menschen, seine Eltern und der Geburtshintergrund sind vorbestimmt und von Gott oder einem höheren Wesen allein entschieden. Entsprechend sind Missionierung oder Konvertierung nicht erlaubt. Diese werden als Verweigerung des Gotteswillens angesehen, bzw. als Fall einer niederen Intelligenz – des Menschen –, die versucht, eine höhere Intelligenz – Gott – zu „belehren“. In den Worten der Drusen: „Ein Umhüllter darf den Umhüllenden nicht belehren. Das kann nur Gott entscheiden“. Es besteht ein Grund dafür, weshalb Gott die Menschen in die verschiedenen Religionen verteilte. Dieser Grund ist nicht etwas, mit dem sich der Mensch beschäftigen sollte. Der Mensch soll sich vielmehr mit der Reinigung seiner Seele befassen, um eine höhere Daseinsebene zu erreichen. Auf dem Weg zu diesem Ziel und durch viele Reinkarnationen kann der Mensch viele Rollen bekommen und verschiedene Situationen erleben. Deswegen ist es grundlegend für Drusen, andere Religionen so zu akzeptieren, wie sie sind, da sie in der nicht vom Menschen zu beachtenden Struktur eine ähnliche Rolle innehaben.
Mission und Konvertierung Andersgläubiger wird von den Drusen nicht betrieben, auch freiwillig kann man nicht zum Drusentum übertreten. Außenstehende wurden nur zur Zeit der Gründung der Religion aufgenommen. Heute ist nur Druse, wer Kind drusischer Eltern ist. Die Lehre der Drusen lässt nur eine genau feststehende Zahl ihrer Mitglieder in allen Welten zu, sodass ihre Mitgliederzahl konstant bleiben müsse.

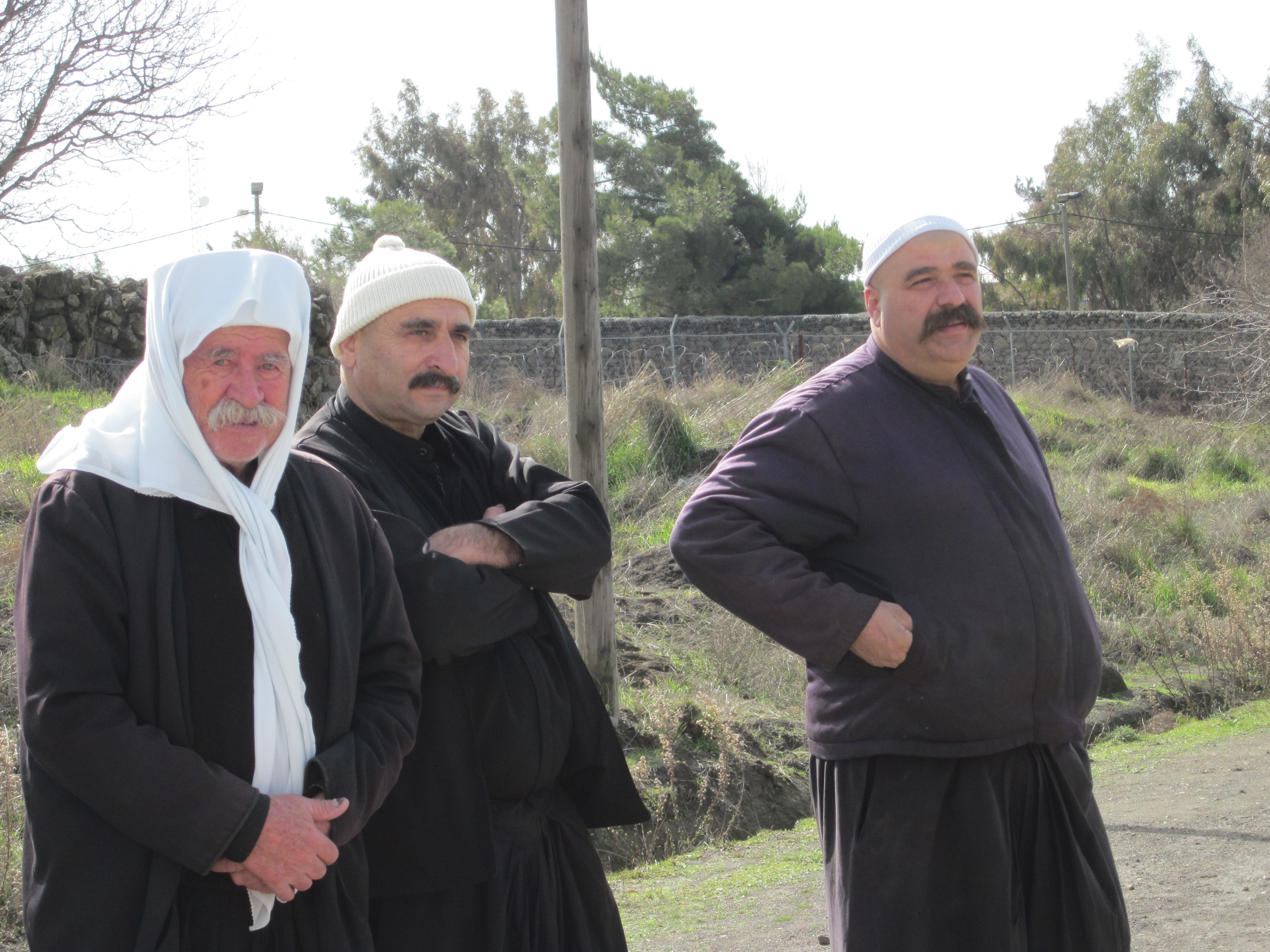
Drusische Männer (hier auf den Golanhöhen) in traditioneller Kleidung. Der weiße hohe Fes links (mit Tuch) und lange Gewänder sind Erkennungszeichen eines ʿāqil. Große Schnurrbärte, weite Hosen und hohe Schnürschuhe sind beliebte, spezifisch drusische Elemente.

Die Drusen glauben, dass sie immer unter verschiedenen Namen seit Millionen von Jahren existierten. Al-Ḥākim zählt als die letzte Manifestation Gottes in einer langen Reihe zuvor. Die Drusen verehren das Grab des Jitro in Hittin. Der Tod des Kalifen im Jahr 1021 wird von seinen drusischen Anhängern als Übergang in einen Zustand der Verborgenheit verstanden, aus dem er nach 1000 Jahren wieder zurückkehren werde, um die Herrschaft über die Welt anzutreten. Dies wäre – bedingt durch die etwas andere islamische Zeitrechnung – 1990 oder 1991 moderner Zeitrechnung gewesen.
Die Gläubigen werden in „Unwissende“ (arabisch جهال, DMG ǧuhhāl, Sg. جاهل, DMG ǧāhil) und Eingeweihte (arabisch عقال, DMG ʿuqqāl, Sg. عاقل, DMG ʿāqil ‚Verständiger‘) unterteilt. Letztere, sowohl Männer als auch Frauen, sind Hüter und Bewahrer der Religion und ihrer Geheimnisse, die den Unwissenden nicht bekannt sind. Sowohl diese Struktur als auch eine Abschottung gegenüber Außenstehenden aufgrund von Verfolgungen bedingen, dass die Praktiken und Einzelheiten der Religion der Drusen nicht außerhalb der Gemeinschaft bekannt sind. Das Drusentum kann daher auch als Geheimreligion betrachtet werden.

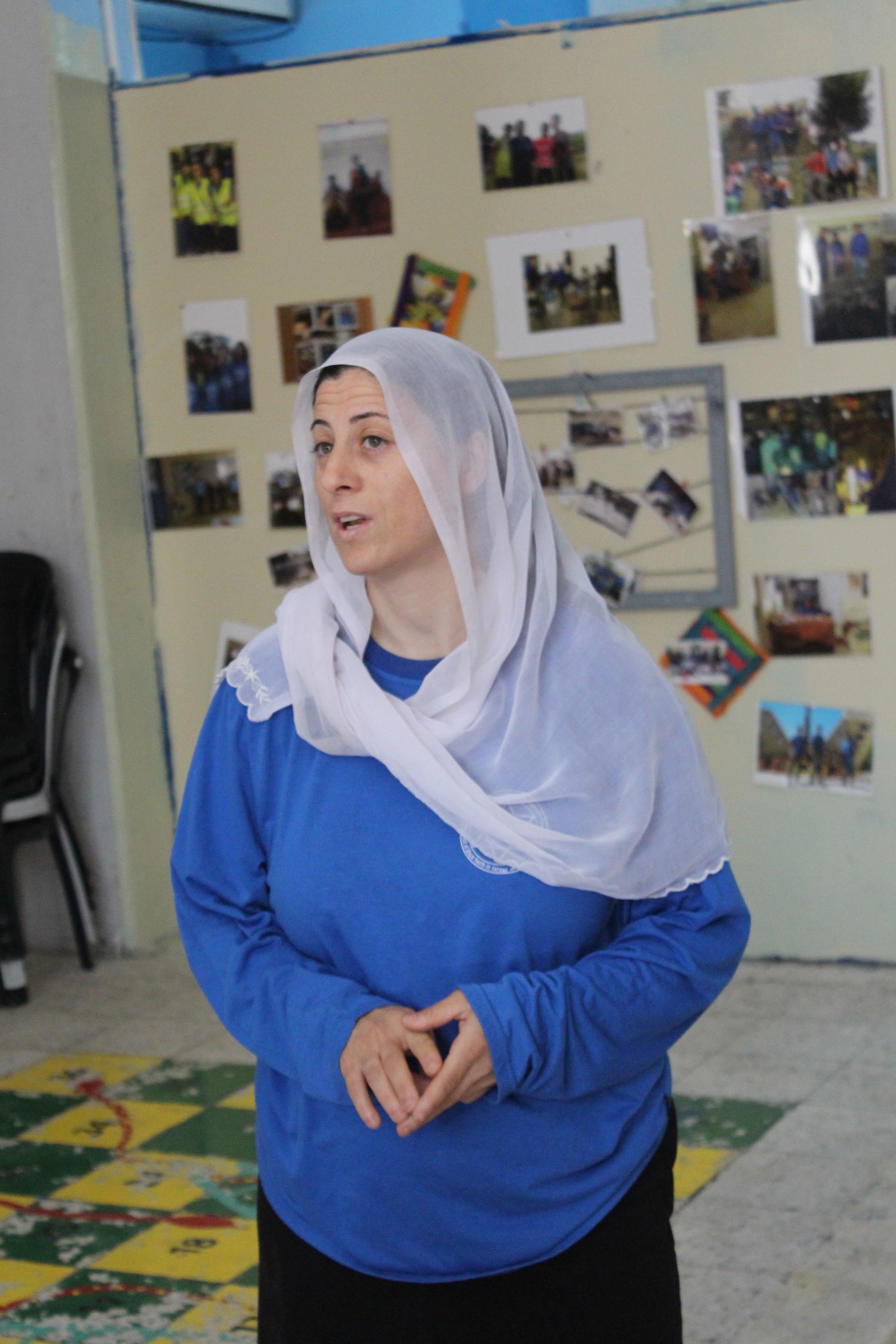
Drusische Frau in Pek’in mit weißem, transparentem Kopftuch

Erkennbar sind die Eingeweihten (auch als die „Religiösen“ bezeichnet) daran, dass sie stets eine weiße Kopfbedeckung mit schwarzen Gewändern tragen. In Drusengebieten gibt es normalerweise keine Moscheen, sondern Versammlungshäuser (Chalwāt). Traditionell tragen drusische Frauen, aber auch einige Männer, ein weißes, aber durchsichtiges Kopftuch, bei Frauen der Oberschicht früher über dem Tantur. Nicht alle drusischen Frauen oder Männer sind heute aber noch an spezifischem Kleidungsstil erkennbar.
Die drusische Lehre wird offiziell meist Madhhab at-Tauhīd arabisch مذهب التوحيد, DMG maḏhab at-tauḥīd ‚Lehrrichtung der göttlichen Einheit‘ genannt.

### Sendschreiben der Weisheit
Die Schriften bestehen aus 111 einzelnen Texten die in 6 Büchern zusammengefasst werden. Die einzelnen Bücher werden dabei als rasail bezeichnet und der Gesamttext auch als كتب الحكمة, DMG kutub al ḥikma (Bücher der Weisheit). Zu einem einheitlichen Codex wurden sie zuerst von at-Tanūchī zusammengefasst, der auch einen Kommentar zu ihnen verfasste. Auch soll er sie von gefälschten Passagen bereinigt haben. Die beiden Hauptautoren sind vermutlich Hamza ibn Ali und Baha al-Din al-Muqtana. Die Sendschreiben werden per manuellen Abschriften kopiert und sind nur den ʿuqqāl zugänglich. Eine frei erhältliche, offizielle Druckausgabe ist bis heute nicht veröffentlicht worden. Selbst die Veröffentlichungen von Zitaten durch drusische Autoren stoßen intern auf Widerstand. Während des libanesischen Bürgerkriegs veröffentlichten maronitische Autoren große Teile aus den Sendschreiben, basierend auf Abschriften, die im Krieg zurückgelassen wurden. Ziel war es wohl, die Drusen als nicht-islamische Religion darzustellen. Von drusischer Seite wurden die Zitate teilweise als Fälschung bezeichnet.
Umstritten in der Darstellung nach außen ist, ob die Sendschreiben die heilige Schrift der Drusen ist oder ob dies der Koran ist und die Sendschreiben eher als ein Kommentar zu diesem zu verstehen sind. Letztere Meinung versucht die Drusen als eine weitere Rechtsschule (مذهب, DMG maḏhab) des Islam darzustellen.

## Standpunkt islamischer Gelehrter gegenüber den Drusen
Innerhalb der islamischen Gelehrtenschaft gibt es verschiedene Auffassungen, ob die Drusen muslimisch sind oder nicht. Einer der bekanntesten sunnitisch-hanbalitischen Gelehrten, Ibn Taymiyya (1263–1328), erließ zwei Fatwas (Rechtsgutachten), die sich mit dieser Frage beschäftigen. In einer sind die Drusen lediglich ein Unterpunkt, da sie sich in erster Linie mit den Alawiten beschäftigt. Nichtsdestoweniger ist diese Fatwa in ihrer Aussage ähnlich der anderen Fatwa, in der sich Ibn Taymiyya separat und ausschließlich mit den Drusen beschäftigt.
In der ersten Fatwa beginnt er damit, die Drusen als ismailitische Sekte zu bezeichnen. Muhammad ibn Ismail habe die Scharia abrogiert, weswegen die Drusen die islamischen Pflichten ablehnten. Die Drusen gehörten zudem zu den Qarmaten (arabisch وهم من القرامطة الباطنية, DMG wa-hum mina l-qarāmiṭat al-bāṭinīya), was ihre häretische Ausrichtung unterstreichen soll. Die drusische Lehre sei noch vertrackter als die der Philosophen und Magier und ihr كفر, DMG kufr ‚Unglaube‘ noch größer als der von Juden, Christen oder arabischen Götzenanbetern (arabisch مشركون العرب, DMG mušrikūn al-ʿarab). Wer Zweifel an ihrem Unglauben habe, so Ibn Taymiyya in seiner zweiten Fatwa, sei genauso wie sie ein Ungläubiger. Sie gehörten nicht zu den Ahl al-Kitab, sondern seien Apostaten. Man dürfe deshalb ihr Essen nicht essen, ihre Frauen nicht heiraten, dürfe nicht in ihren Häusern schlafen, nicht mit ihnen herumlaufen und müsse ihre Gelehrten umbringen.
Eine ähnliche Auffassung vertrat der Rechtsgelehrte Ibn ʿĀbidīn (1783–1836), der Drusen wie auch Ismailiten und Alawiten zu Ungläubigen erklärte, die bekämpft und getötet werden sollten. Auf der Rechtsmeinung von
Ibn ʿĀbidīn basiert die in mehreren Gutachten geäußerte Rechtsmeinung der Azhar-Gelehrten. Von dieser Position abweichend gab es kurzzeitig um 1959 an der Azhar-Universität Forderungen, Drusen und Ismailiten in die islamische Gemeinschaft aufzunehmen.

## Heutige Situation

### Drusen im Libanon

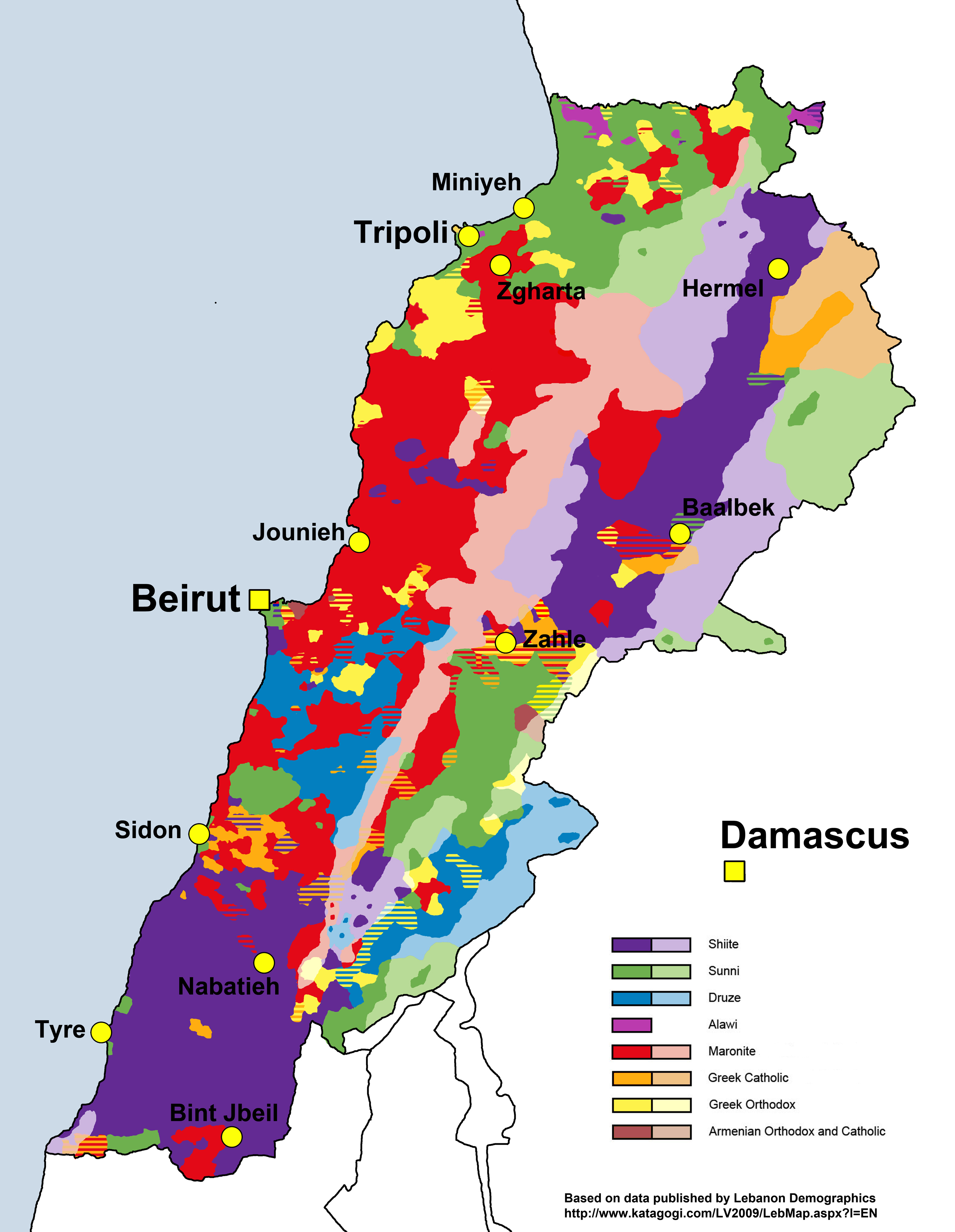
Regionen drusischer Bevölkerungsmehrheit (blau) im Libanon: Chouf-Bergregion südöstlich und Metn-Bergregion östlich von Beirut, Hermon-Bergregion im Dreiländereck nach Syrien und Golanhöhen/Israel

Das einzige Land, in dem die Drusen eine größere politische Rolle spielen, ist der Libanon. Nach Schiiten, Maroniten, Sunniten und Griechisch-Orthodoxen stellen die Drusen die fünft- oder sechstgrößte Religionsgemeinschaft (etwa gleichauf mit den Gläubigen der griechisch-katholischen Kirche) im Land. Zentrum der Minderheit ist das Chouf-Gebirge, im Südlibanon leben sie mit Christen zusammen (siehe auch: Walid Dschumblat). Obwohl zahlenmäßig klein, verfügten die drusische Minderheit und ihre Progressiv-sozialistische Partei während des Libanesischen Bürgerkrieges über eine der schlagkräftigsten Milizen.
Durch Art. 9 der Verfassung haben die Drusen im Libanon das Recht auf Selbstverwaltung und eigene Personenstandsgesetzgebung. Sie verfügen über eine eigene Gerichtsbarkeit, an deren Spitze das „Höchste drusische Berufungsgericht“ (arabisch المحكمة الاستئنافية الدرزية العليا, DMG al-maḥkamat al-istiʾnāfīyat ad-Durzīyat al-ʿulyā) steht. Als höchste religiöse Instanz der Drusen gegenüber dem Staat fungiert der sogenannte شيخ العقل, DMG šaiḫ al-ʿaql ‚Meister des Intellekts‘. In manchen Zeiten wird dieses Amt von zwei Personen wahrgenommen.

### Drusen in Syrien

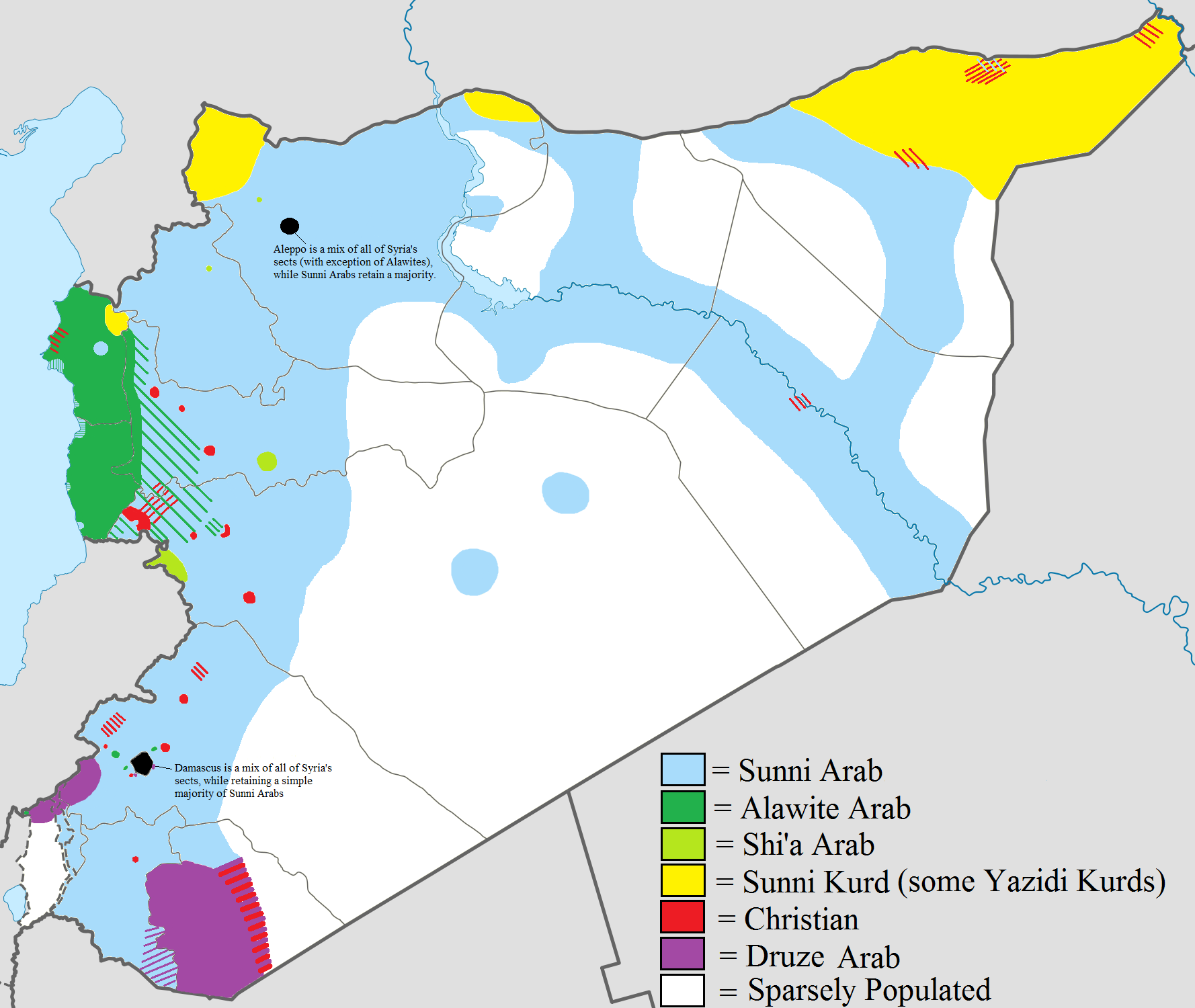
Regionen drusischer Mehrheit in Syrien (violett): Hermon-Region mit Golanhöhen im Südwesten und Haurangebirge/Drusengebirge im Süden bis über die Grenze nach Jordanien.

Neben dem Dschebel ad-Duruz (arabisch جبل الدروز, DMG ǧabal ad-Durūz=Drusengebirge) und dem Siedlungszentrum as-Suwaida leben Drusen am Osthang des Hermon-Gebirges (hebräisch הר חרמון, AHL har Ḥermon, arabisch جبل الشيخ, DMG ǧabal aš-šaiḫ) in Dörfern auf 1000 bis 1500 Meter Höhe. Daneben gibt es ein sehr abseits gelegenes, kleines Siedlungsgebiet im nordwestsyrischen Harim-Gebirge an der türkischen Grenze, nördlich von Idlib, östlich von Harim und westlich von Aleppo mit 14 Dörfern (z. B. Qalb Loze), außerdem haben einige Stadtviertel und Vorstädte der Metropolregion Damaskus zahlreiche zugezogene drusische Bevölkerung.
Wie die Minderheit der Alawiten gelangte auch die der Drusen durch einen überdurchschnittlichen Anteil an Militärdienstleistenden in den Streitkräften Syriens zu einem gewissen politischen Einfluss, nach der Machtübernahme der Baath-Partei 1963 wurde z. B. Shibli al-Aysami kurzzeitig Parteichef und syrischer Vizepräsident, auch Sultan al-Atraschs Sohn Mansur bekleidete einen Posten in der Parteiführung. Nach Machtkämpfen innerhalb der Baath-Partei und einem vergeblichen Putschversuch des drusischen Majors Salim Hatum wurden die Drusen jedoch 1966 von alawitischen Militärs von der Macht verdrängt.
Im Bürgerkrieg in Syrien wurden die Drusen im Jahre 2015 zunehmend von islamistischen Rebellen bedroht. Einige hatten von Beginn des Kriegs an auf größere Autonomie gehofft und sich deshalb der Rebellion angeschlossen, andere stellten sich auf die Seite Assads, des vermeintlichen Beschützers der Minderheiten. Die Rebellion verlor mit dem steigenden Einfluss radikaler Islamisten an Attraktivität; im Gebiet von Suweida konnte gar der IS Fuß fassen. Im Frühjahr 2018 „evakuierte“ das Assad-Regime weitere IS-Kämpfer dorthin.
Am 25. Juli 2018 verübte die Terrororganisation Islamische Staat (IS) in der drusischen Region as-Suwayda (Süd-Syrien) einen koordinierten Angriff: Selbstmordattentäter und bewaffnete Kämpfer griffen Märkte und Wohngebiete an. Es wurden mindestens 258 Menschen getötet, darunter viele Frauen und Kinder, und über 180 verletzt. IS-Kämpfer entführten zudem mehr als 30 Frauen und Kinder, von denen einige später ermordet wurden. Die örtliche drusische Miliz Rijal al-Karama organisierte die Verteidigung. Die syrische Regierung wurde von vielen Drusen beschuldigt, das Massaker durch Rückzug aus Sicherheitspositionen begünstigt zu haben.
Im Juli 2025 kam es zu Kämpfen in as-Suwaida zwischen der drusischen Minderheit und Beduinen, die von den syrischen Streitkräften der Übergangsregierung um Mohammed al-Baschir unterstützt wurden, zu hunderten Toten. Daraufhin ergriff Israel Partei für die Drusen; beteiligte sich mit den israelischen Streitkräften an den Kämpfen und bombardierte u. a. das syrische Verteidigungsministerium. Zuvor war es laut der Syrischen Beobachtungsstelle für Menschenrechte zu Massakern an mehr als 80 drusischen Zivilisten gekommen.

### Drusen in Israel

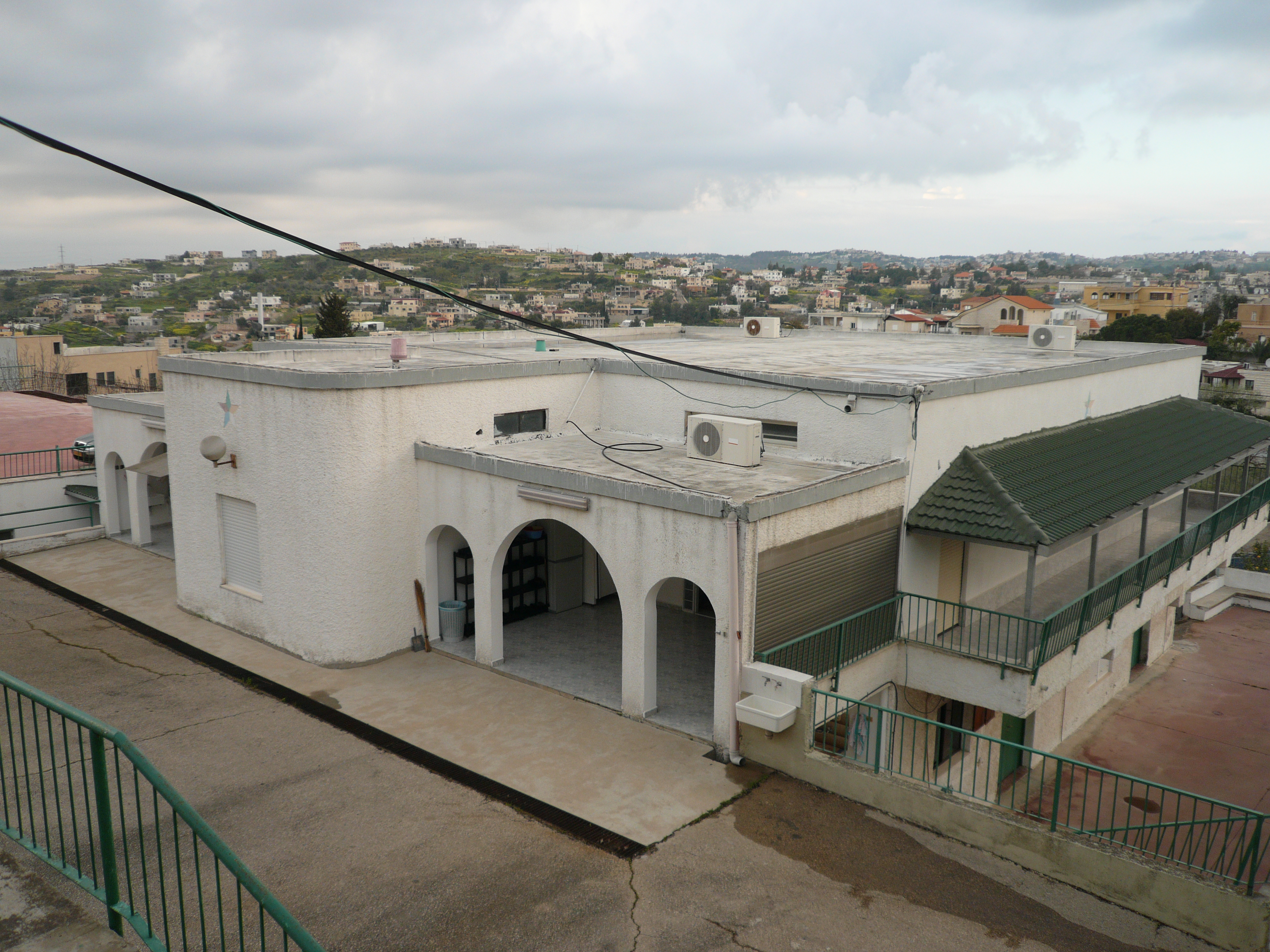
Drusischer Tempel (genannt) in Daliat al-Karmel

Israelische Drusen leben in 18 Dörfern im Bergland von Galiläa zwischen Akkon im Westen und Safed im Osten und im Karmelgebirge südlich von Haifa, hinzu kommen die Drusen in vier Dörfern auf den von Israel annektierten Golanhöhen. Die größte drusische Ansiedlung in Israel ist Dāliyat al-Karmal (hebräisch דאליית אל-כרמל, arabisch دالية الكرمل) mit über 13.000 drusischen Einwohnern.
Drusen in Israel verhalten sich als israelische Staatsbürger gegenüber der israelischen Regierung loyal. Sie sind sogar eine der nichtjüdischen Bevölkerungsgruppen Israels, die meistens als Freiwillige in der israelischen Armee dient; viele von ihnen gehören zu Spezialeinheiten. Die Drusen wurden in Israel 1957 als eigenständige Religionsgemeinschaft anerkannt. Sie sehen sich als Araber, jedoch (in Israel) nicht als Muslime.
Geistlicher Führer (Qādī) der israelischen Drusen ist seit 1993 Muwaffak Tarif. Er hat dieses Amt von seinem Großvater Amin Tarif übernommen.
Anders als die Drusen im israelischen Kernland, die dem Staat Israel loyal gegenüberstehen, fühlen sich ihre Glaubensbrüder im israelisch besetzten Golan Syrien zugehörig. Diese leben in einigen wenigen Dörfern des Nordgolan unterhalb des Hermon, haben aber ihr Land bei der israelischen Eroberung 1967 im Gegensatz zu den Sunniten der Stadt Quneitra oder der weiter südlich gelegenen, mittlerweile nicht mehr existierenden Dörfer nicht verlassen. Ähnlich wie bei der Annexion Ost-Jerusalems wurde nach Annexion des Golan den Drusen die israelische Staatsbürgerschaft angeboten. Nur circa zehn Prozent der Drusen auf dem Golan nahmen dieses Angebot an. Im Zuge des Bürgerkriegs in Syrien steigt jedoch das Interesse an der israelischen Staatsbürgerschaft gerade unter jungen Drusen auf dem Golan. Seit dem Überfall sunnitischer Beduinen mit Unterstützung der syrischen Armee am 13. Juli 2025 auf drusische Siedlungen in Syrien und dem militärischen Einschreiten Israels, das sich als Schutzmacht der Drusen sieht, kommt es auch im Golan langsam zu einem Umdenken in Richtung Zugehörigkeit zu Israel.
Am 27. Juli 2024 kam es zum Raketeneinschlag in Madschdal Schams 2024.

### Drusen in Europa
Ende des 19. Jahrhunderts verließen die ersten Drusen ihre Heimat im Nahen Osten. Abgesehen von vereinzelten Auswanderern Anfang des 20. Jahrhunderts ließen sich Drusen erst ab den 1970er Jahren in Europa und auch in Deutschland nieder. In Deutschland gibt es ungefähr 10.000 Drusen. In den vergangenen Jahren ist die Anzahl der Drusen gestiegen, weil syrische Drusen als Folge des Bürgerkriegs in Syrien nach Deutschland geflüchtet sind. Schwerpunkte des drusischen Lebens in Deutschland sind Berlin und Nordrhein-Westfalen.

## Drusen als genetisches Refugium

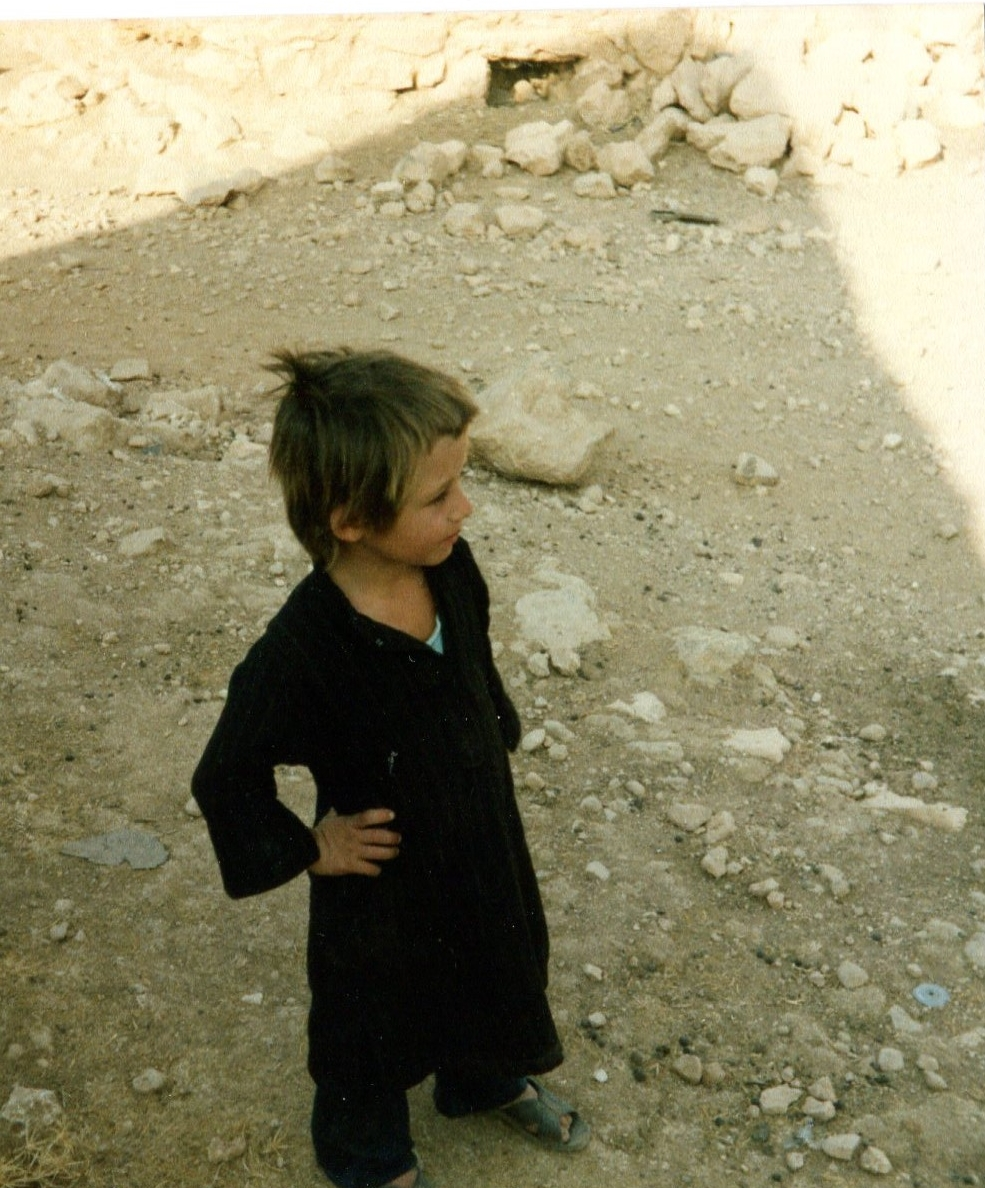
Drusenkind in Syrien um 1996

Analysen der mitochondrialen DNS von drusischen Einwohnern (311 Haushalte in 20 Dörfern in schwer zugänglichen Berggegenden in Israel) durch ein Team von israelischen und US-amerikanischen Wissenschaftlern belegen mündliche Überlieferungen, die behaupten, dass sich die Drusen anfangs aus vielen verschiedenen Stämmen zusammensetzten. In der untersuchten Bevölkerung findet man etwa 150 verschiedene Varianten der mitochondrialen DNS, die nach Aussage der Autoren ein „genetisches Refugium“ (genetic refugium) darstellen und damit einen Einblick in die Populationsdiversität des Nahen Ostens vor einigen Jahrtausenden erlauben.